# فيض أباد الجديدة (تيرجرد)
فيض أباد الجديدة (بالفارسية: فیض‌آباد نو) هي قرية تقع في إيران في قسم تيرجرد الريفي. يقدر عدد سكانها بـ 25 نسمة .